# Schwande
Schwande (mundartlich: Schwoundʰ) ist ein Gemeindeteil der Marktgemeinde Oberstdorf im bayerisch-schwäbischen Landkreis Oberallgäu.

## Geographie
Die Einöde liegt circa 2,5 Kilometer nordwestlich des Hauptorts Oberstdorf am Ochsenberg.

## Ortsname
Der Ortsname stammt vom frühneuhochdeutschen Wort Schwende für Rodung und deutet somit auf eine Rodesiedlung hin.

## Geschichte
Schwande entstand vermutlich mit der Vereinödung Tiefenbachs im Jahr 1775. Erstmals genannt wurde der Ort jedoch erst 1875 im Ortsverzeichnis mit zwei Gebäuden.